# Kimpa Vita

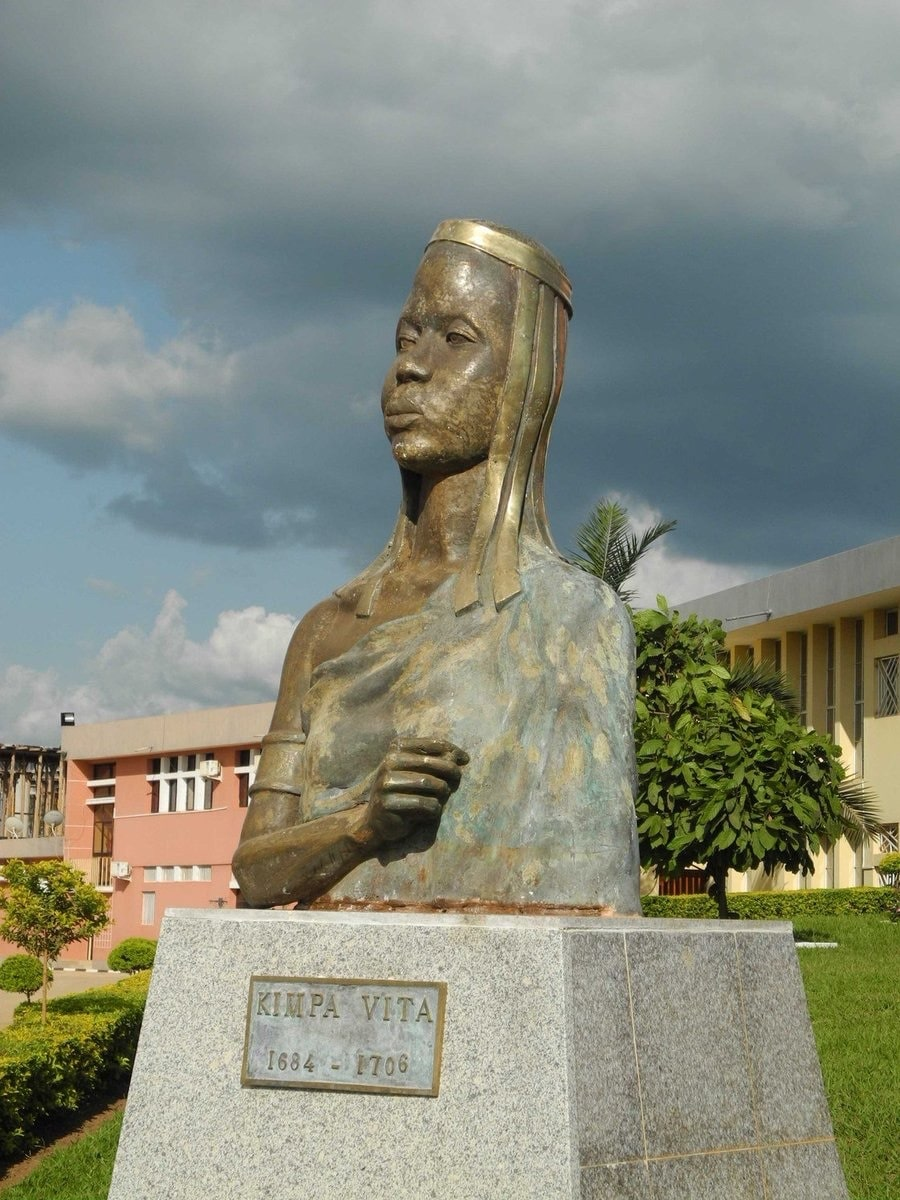
Bronzebüste von Kimpa Vita in Uíge, Angola

Kimpa Vita, mit dem Taufnamen Ndona Beatrice, deshalb auch bekannt als Dona Beatriz (* 1684; † 2. Juli 1706 in Evululu im östlichen Königreich Kongo), war eine kongolesische Prophetin und gründete eine eigene christliche Bewegung, die Antonier. Sie wird auch als afrikanische Jeanne d’Arc bezeichnet.

## Leben
Sie stammte aus einer Aristokratenfamilie der Bakongo, deren Mitglieder einflussreiche Rollen in der traditionellen Religion innehatten. Von diesen wurde Kimpa Vita als nganga marinda ausgebildet. Als Nganga bezeichnete man allgemein ein Medium, das über religiöses Wissen verfügte und von dem erwartet wurde, dass es im Auftrag der Gemeinschaft Kontakt zur jenseitigen Welt aufnimmt. Nganga sollten Krankheiten heilen, deren Ursache in der jenseitigen Welt vermutet wurde, und erfüllten eine soziale Funktion.
1704, während einer Krankheit, gab sie an, Visionen des Heiligen Antonius von Padua zu haben. Der Heilige ergriff von ihr Besitz und forderte durch die Prophetin eine gesellschaftliche Erneuerung in einer krisenhaften Situation. Sie wandte sich gegen den portugiesischen Sklavenhandel, der soziale Spannungen zwischen der städtischen Aristokratie und der verarmenden ländlichen Bevölkerungen auslöste. Angestrebt war die Wiederbelebung des früheren glorreichen Königreiches und die Wiederherstellung der zerstörten Hauptstadt Mbanza Kongo (São Salvador), wo Kimpa Vita unter großem Zulauf des Volkes predigte.
1704/06 wurden ihre Anhänger, von denen manche sich ebenfalls von Antonius besessen glaubten, zu einem wichtigen Machtfaktor. Die Bewegung lässt sich als religiös akzentuiertes Aufbegehren gegen die portugiesische Herrschaft und die fremden Missionare – portugiesische und italienische Kapuziner – verstehen. Sie verschmolz Bestandteile der afrikanischen Religion mit Elementen des Christentums. Für Kimpa Vita war Jesus in Mbanza Kongo geboren worden und Marias Mutter eine Sklavin.
Kimpa Vita wurde 1706 gefangengesetzt und auf Betreiben der Kapuziner als Häretikerin und Hexe verbrannt.

## Wirkung
Kirsten Rüther sieht in dieser Hinrichtung die Inszenierung einer frühneuzeitlichen Hexenverbrennung, mit der die Missionare den Bakongo hätten verdeutlichen wollen, dass es auch bei ihnen Dinge gebe, die man in Europa als Hexerei verfolge. Da Menschenverbrennungen bis zu diesem Zeitpunkt in Afrika nicht nachweisbar seien, sei es möglich, dass ein unbekanntes Strafritual in das Königreich Kongo importiert worden sei (Sp. 482). Eigennützige ndoki (in etwa als Hexer zu übersetzen) wurden damals im Kongo nicht getötet.
Nach Kimpas Tod nutzte der kongolesische König Pedro IV., der ihren Tod gemeinsam mit einem Richterrat angeordnet hatte, die Bewegung, um die Hauptstadt wieder einzunehmen. Manchmal wird die Kimbanguistenkirche als Nachfolgerin der Antonier angesehen.
Für die Tradition der afrozentrischen Bibelinterpretation ist Kimpa Vita der Ausgangspunkt.